# Rochester (Kentucky)
Rochester – miasto w Stanach Zjednoczonych, w stanie Kentucky, w hrabstwie Butler.